# Saint-Germain-Laprade

Saint-Germain-Laprade este o comună în departamentul Haute-Loire, Franța. În 2009 avea o populație de 3,388 de locuitori.